# Соколовичи
Соколовичи (на босненски: Sokolovići) е село в община Рудо, Босна и Херцеговина.
Известно като родното място на Соколлу Мехмед паша, еничар и велик везир от XVI век. След като застава на този висок държавен пост Мехмед паша построява много сгради в родното си село, джамия, мектеб, водопровод, чешма. Отвежда родителите си, братята си и други роднини в Цариград и ги обръща в исляма, но тъй като майка му не искала да напуска родния си дом той ѝ обещава да построи християнска църква. Поради натиск, който му е оказан, става невъзможно да изгради тази църква в селото, и вместо това събраните за нея камъни са пренесени в близко село и строежът там става факт.

## Население
Според преброяването през 2013 г. населението на селото се състои от 23 жители.